# 德尼派尔
德尼派尔（法語：Denipaire，法語發音：[dənipɛʁ] ⓘ）是法国大东部大区孚日省的一个市镇，位于该省东北部，孚日圣迪耶市区以北，属于孚日圣迪耶区和孚日圣迪耶城市圈公共社区。

## 地理
德尼派尔（48°20'34"N, 6°57'57"E）面积7.02 平方千米，位于法国大東部大區孚日省，该省份为法国东北部内陆省份，北起默兹省和默尔特-摩泽尔省，西接上马恩省，南至上索恩省和贝尔福地区省，东临上莱茵省和下莱茵省。
与德尼派尔接壤的市镇（或旧市镇、城区）包括：孚日圣迪耶、于尔巴什、穆瓦延穆捷、圣让多尔蒙、邦德萨。

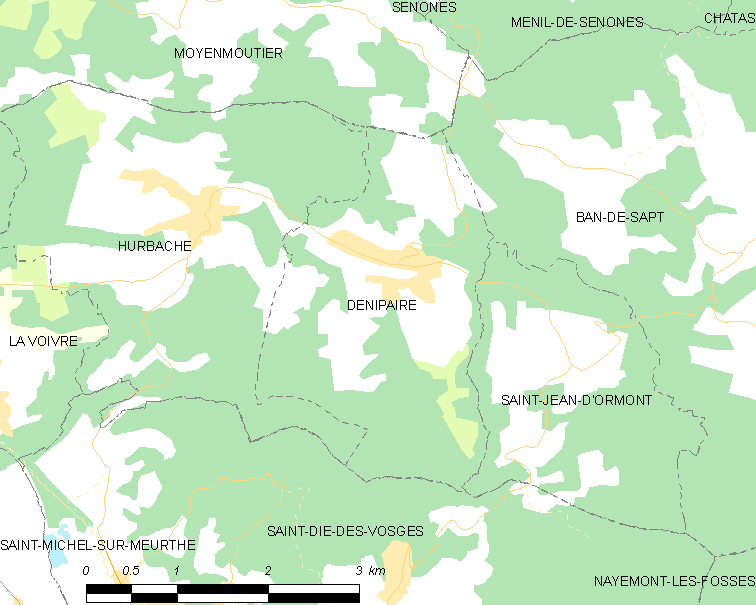
德尼派尔的OSM定位图

德尼派尔的时区为UTC+01:00、UTC+02:00（夏令时）。

## 行政
德尼派尔的邮政编码为88210，INSEE市镇编码为88128。

## 政治
德尼派尔所属的省级选区为拉翁莱塔普县。

## 人口

1962-2008年间德尼派尔人口变化图示

德尼派尔于2022年1月1日时的人口数量为250人。